# White Meadow Lake
White Meadow Lake – jednostka osadnicza w Stanach Zjednoczonych, w stanie New Jersey, w hrabstwie Morris.